# Elopement (filme)
Elopement é um filme de comédia estadunidense dirigido por Henry Koster e estrelado por Clifton Webb, Anne Francis, Charles Bickford e William Lundigan. Foi lançado em 23 de novembro de 1951 pela 20th Century Fox.

## Elenco
- Clifton Webb como Howard Osborne
- Anne Francis como Jacqueline "Jake" Osborne
- Charles Bickford como Tom Reagan
- William Lundigan como Matt Reagan
- Reginald Gardiner como Roger Evans
- Evelyn Varden como Millie Reagan
- Margalo Gillmore como Claire Osborne
- Tommy Rettig como Daniel Reagan